# Laura Miller (football)
Laura Miller, née le 7 décembre 2001 au Luxembourg, est une footballeuse internationale luxembourgeoise. Elle évolue actuellement au 1. FC Nuremberg au poste de milieu relayeuse.

## Biographie

### En club
Jusqu'en 2016, Miller joue dans les équipes de jeunes de l'UNA Strassen, puis rejoint la Jeunesse Junglinster en Dames Ligue 1, où elle fait le doublé championnat-coupe lors de la saison 2017-2018. À l'été 2018, Miller rejoint les équipes de jeunes du FC Metz en France. Elle reste deux ans dans le club messin avant de rejoindre la réserve du Montpellier HSC, en troisième division. 
Le 23 juin 2021, la jeune Luxembourgeoise rejoint le Standard de Liège.
Le 21 août 2021, elle joue son premier match avec le Standard de Liège en remplaçant Yuna Appermont à la 46e minute contre le Club YLA (défaite 4-1).
Le 18 mai 2023, elle remporte la Coupe de Belgique. 

### En équipe nationale
Le 3 mars 2018, elle fait ses débuts avec la sélection luxembourgeoise lors d’un match amical contre le Maroc (défaite 7-1) au Stade Ibn-Batouta de Tanger,.
Le 18 février 2022, la milieu de terrain inscrit son premier but lors d'une rencontre amicale contre Tahiti (victoire 5-0) au Stade François Trausch de Mamer.